# 能量通量
能量通量（英語：energy flux），又稱為能流，為能量傳遞通過一表面的時變率。此一物理量可有兩種定義，端看所在領域：
1. 單位面積的能量傳遞時變率。[1] (SI單位：W·m−2 = J·m−2·s−1)
  - 此乃一向量，其分量由測量表面的法向量而定。
  - 有時候也稱為「能量通量密度」，以與第二種定義作區隔。
  - 輻射通量、熱通量、聲能通量為能量通量密度的特例。
2. 總能量傳遞時變率。[2] (SI單位：W = J·s−1)
  - 有時也非正式地稱作「能流」。